# Achille Pesce
Achille Pesce (Predosa, 8 febbraio 1919 – Torino, 24 giugno 1978) è stato un giornalista, politico e intellettuale comunista italiano.
Dalla fine della guerra sino alla morte, sopravvenuta improvvisa, svolse attività di giornalista politicamente militante nella sinistra. Nel paese di nascita fu per alcuni anni Consigliere comunale (1975-1978), favorendo l'istituzione di una biblioteca civica che, una volta istituita, fu dopo la sua morte a lui intitolata.
Nasce a Predosa, in provincia di Alessandria l'8 febbraio 1919, compie gli studi ad Alessandria ove consegue la maturità classica. Si iscrive ad Architettura al Politecnico di Torino. Chiamato al servizio militare segue prima il corso sottufficiali a Casale e successivamente quello ufficiali a Pavia.
L'8 settembre del 1943 sopravviene mentre è in licenza a Predosa, si unisce quindi ad un gruppo partigiano. Perseguito dalla giustizia militare, accusato di diserzione e viene condannato a morte in contumacia.
Subito dopo la fine della guerra si trasferisce a Genova, entra a l'Unità come giornalista e vi resta sino ai fatti di Ungheria (ottobre 1956) a seguito dei quali si dimette dal Partito Comunista Italiano e quindi dal giornale.
Nel mentre la passione non sopita per gli studi umanistici lo aveva portato a laurearsi in Lettere antiche all'Università di Genova ove diventa Assistente del professor Francesco Della Corte al corso di Letteratura latina, quindi del professor Enzo Marmorale all'Istituto di Magistero.
Passa al Corriere Mercantile di Genova, ma la sua collaborazione con questo giornale non è molto lunga perché la posizione filogovernativa della testata all'epoca del Governo Tambroni (1960) è per lui ideologicamente incompatibile.
Prosegue la professione giornalistica al quotidiano milanese indipendente di sinistra Stasera.
Alla morte di Mattei, presidente dell'ENI, resta disoccupato; successivamente trova lavoro presso il Momento Sera, quotidiano romano, e si trasferisce a Roma con la famiglia.
L'inizio del sessantotto lo vede a La Stampa di Torino ove resterà sino alla morte che sopravviene improvvisa il 24 giugno 1978 all'età di 59 anni.
Lascia il ricordo di una vivace figura di intellettuale, di profonda fede comunista animata, secondo coscienza, da una penetrante vis critica.